# 月世界征服
『月世界征服』（げっせかいせいふく、原題：Destination Moon）は、1950年に製作されたアメリカ映画。1951年アカデミー視覚効果賞受賞。1951年ベルリン映画祭冒険部門銅熊賞受賞。科学的考証の行き届いた本格的な宇宙旅行を扱った最初の記念碑的映画であり、テクニカラー作品。

## ストーリー
陸軍のセイヤー将軍と天体物理学者カーグレイブス博士の4年越しのロケット開発は、実業家ジム・バーンズの援助を得てやっと原子力ロケットとして完成した。政府の妨害や予定飛行士の病気など紆余曲折を経て、第一号ロケットは、セイヤー、カーグレイブス、バーンズの3人に、新人無線技師のスウィーニーを乗せ月世界征服に飛び立った。一行はさまざまな苦難を経て、月のハーバラス噴火口に到着した。地球と無線連絡をとりながらさまざまな探検を行うが、いよいよ月を離れるにあたってロケットが月を離脱するには重量超過であることが判明する。考えられるありとあらゆるものを捨て、月を飛び立ち地球に帰還するのだった。

## キャスト
※（）は日本語吹き替え
- ジム・バーンズ - ジョン・アーチャー（山内雅人）
- セイヤー将軍 - トム・パワーズ（森山周一郎）
- チャールズ・カーグレイブス博士 - ワーナー・アンダーソン（富田耕生）
- ジョー・スウィーニー - ディック・ウェッソン（青野武）
- エミリー・カーグレイブス - エリン・オブライエン＝ムーア

## スタッフ
- 監督：アーヴィング・ピシェル
- 原作：ロバート・A・ハインライン『宇宙船ガリレオ号』
- 脚本：ロバート・A・ハインライン、リップ・ヴァン・ロンケル、ジェームズ・オハンロン
- 製作：ジョージ・パル
- 撮影：ライオネル・リンドン
- 特殊効果：リー・ザビッツ
- 音楽：ライス・スティーブンス
- テクニカル・アドバイサー：ロバート・A・ハインライン
- 天体美術監修：チェスリー・ボンステル

## 評価

### 富野由悠季
アニメーション監督の富野由悠季は、12、3歳の頃に本作を鑑賞しており、宇宙を正確に描写できる時代ではなかった時期にカラーで製作されたことで、無重力や星の見え方、月の景色などの描写が秀逸であり、「物の環境論と人間との関係を物理的に教えてくれた映画」と評価しているが、一方で「二度と見る気がしない」とも語り、成人してから再放送を見る機会があったが、「こんなに酷かったのか！」とショックを受けて視聴を10分で止めたと述懐している。